# Master (Belgique)
 (juin 2021).
Si vous disposez d'ouvrages ou d'articles de référence ou si vous connaissez des sites web de qualité traitant du thème abordé ici, merci de compléter l'article en donnant les références utiles à sa vérifiabilité et en les liant à la section « Notes et références ».
Pour les articles homonymes, voir Master.
À la suite du processus de Bologne (entré en application l'année universitaire 2005-2006), le master est, en Belgique, le diplôme de l'enseignement supérieur universitaire et de l'enseignement supérieur de type long sanctionnant la réussite d'un cycle de 2 années d'études universitaires. Le master « classique » comporte 120 crédits ECTS, mais une formule en 60 crédits (1 an) est également disponible (pour un accès direct à un emploi).
Un diplôme de master peut être délivré par une université, une école supérieure des arts et certaines hautes écoles qui dépendent de l'enseignement supérieur de type long. Le master donne accès aux programmes de doctorat et aux masters de spécialisation.
Il remplace ainsi : 
- Les licences, décernées après la réussite d'un second cycle de 2 ou 3 ans d'études universitaires consécutif à 2 ans de premier cycle.
- Les maîtrises ou/et l'ingéniorat (de gestion), décernés après la réussite d'un cycle de 3 ans d'études universitaires consécutifs à 2 ans de premier cycle. Le schéma de 2 ans « candidature » + 3 ans « maîtrise » est ainsi devenu 3 ans « bachelier » + 2 ans « master ».
- Les techniques, deuxième cycle des études de sciences appliquées (ingénieur industriel ou civil). Le schéma de 2 ans « candidature » + 2 ou 3 ans « technique » est devenu 3 ans « bachelier » + 2 ans « master ».

Par ses différentes finalités, le master remplace également les anciens diplôme d'études approfondies (DEA) et diplôme d'études spécialisées (DES). Via sa finalité didactique, il peut également remplacer l'agrégation de l'enseignement secondaire supérieur (AESS) sans toutefois supprimer celle-ci.

## Finalités
Pour certains masters, jusqu'à trois finalités sont disponibles, qui se manifestent par un minimum de 30 crédits ECTS de cours spécifiques sur deux ans. La finalité fait partie de l'intitulé du diplôme de master, tout en octroyant à celui-ci des caractéristiques particulières :
- La finalité didactique (FD) remplace l'Agrégation de l'enseignement secondaire supérieur (en vue d'enseigner dans l'enseignement secondaire supérieur) et dispense son détenteur de passer cette agrégation ;
- La finalité approfondie (FA) remplace le Diplôme d'études approfondies (préparant à la recherche scientifique) et dispense un doctorant de l'année préparatoire à la recherche scientifique lors de la première année du doctorat ;
- La finalité spécialisée (FS), remplaçant le Diplôme d'études spécialisées (préparant à une spécialisation professionnelle).

L'année supplémentaire pour obtenir un diplôme d'AESS, de DEA ou de DES autrefois organisée après l'obtention d'une licence, est ainsi incluse dans le master.

## Particularités

### Médecine et médecine vétérinaire
Les masters de médecine vétérinaire et de médecine comptent 180 crédits (3 ans).

### Réforme de Bologne
| Doctorat (3)                |                         | Doctorat (3) |
| Master (2)                  | DEA - DESS (1)          |              |
|                             | Licence (2)             |              |
|                             |                         |              |
| Bachelier (3)               | Candidature (2)         |              |
|                             |                         |              |
| Actuel système de Grade BMD | Ancien système de Grade |              |

Le principe 3 + 2 + 3 caractérise le nouveau système belge dans le cadre du processus de Bologne : 
- 3 ans pour le bachelier ;
- + 2 années supplémentaires pour le master ;
- + 3 années supplémentaires pour le doctorat ou +1 année supplémentaire pour le master de spécialisation

Certains masters sont tout de même organisés en un an et ne comportent que 60 crédits ECTS, en particulier en Communauté flamande de Belgique. Ces mêmes formations peuvent coexister avec des masters 120 du même intitulé. Seulement, les masters 60 ne comportent jamais de finalité, n'atteignent pas le grade de master et à eux seuls, ils ne suffisent pas pour atteindre le niveau 7 du cadre européen des certifications (master).

## Note
1. ↑  Uniquement en Fédération Wallonie-Bruxelles. Les formations "de type long" en Communauté flamande ont toutes été transférées aux universités.